# Ван Хорн, Ян
Ян ван Хорн (нидерл. Joan van Hoorn, 16 ноября 1653 года, Амстердам — 21 февраля 1711 года, Амстердам) — семнадцатый генерал-губернатор Голландской Ост-Индии.

## Биография
Родился 16 ноября 1653 года в семье богатого амстердамского производителя пороха Питера Янсна ван Хорна и его жены Сары Бессельс, внучки Герарда Рейнста. Поскольку торговля порохом больше не развивалась, благодаря своим влиятельным друзьям 22 декабря 1662 года он был назначен на должность чрезвычайным советником в Голландского Совета Индии. В 1663 году вся семья уехала в Батавию, включая Яна.
В 1665 году, когда ему было всего 12 лет, он уже была младшим помощником (onder-assistant) в Голландской Ост-Индской компании (VOC). С июля 1666 года по январь 1668 года он сопровождал своего отца в миссии в Китай. После этого Ван Хорн быстро продвинулся по карьерной лестнице. В 1678 году он был назначен секретарем Высшего правительства. 11 августа 1682 года он стал чрезвычайным советником Индийского совета. В том же году он отправился в Бантам. Следующий визит в Бантам состоялся в 1685 году, после чего он был назначен полноправным советником (Raad ordinair).
Он стал генеральным директором в 1691 году. На этом посту он полностью реорганизовал администрацию компании. В этом же году он женился на Анне Струис. У них родилась дочь Петронелла Вильгельмина. Позже она вышла замуж за Яна Трипа, сына мэра. В 1721 году Петронелла вышла замуж за Любберта Адольфа Торка, лорда Розендаля.
После смерти жены в 1692 году, он повторно женился, на этот раз на Сюзанне, дочери шестнадцатого генерал-губернатора Виллема ван Ауторне. 20 сентября 1701 года он был так же назначен генерал-губернатором в качестве преемника своего тестя. Однако он отказывался принять этот пост до тех пор, пока три других высокопоставленных должностных лица (Маттеус де Хаан, Хендрик Зваардекрун и де Ру), выдвинутые им, не были приняты в Высшее правительство Ост-Индии. Он сделал это, так как не верил в существующий совет. Центральная администрация «Семнадцать господ» (нидерл. Heren XVII) согласились с этим требованием, и 15 августа 1704 года Ян Ван Хорн принял пост генерал-губернатора.
Первые годы его правления были отмечены разразившейся войной в Яве за наследство (1704—1708). В 1705 году он заключил договор с Матарамом, который уступил Западную Яву Компании.
16 ноября 1706 года, после смерти Сюзанны, Ван Хорн женился на Йоханне Марии ван Рибек, старшей дочери генерал-губернатора Абрахама ван Рибека. Она также была вдовой Жерара де Хира, который был советником Индии и губернатором Цейлона. 2 февраля 1708 года у них родился сын, но вскоре умер.
2 марта 1708 года его просьба покинуть пост была удовлетворена. 30 октября 1709 года он передал свои полномочия своему тестю Абрахаму ван Рибеку. Несмотря на его просьбу остаться в Ост-Индии, он был отозван в Нидерланды. «Семнадцать господ» наградили его золотой цепочкой и медальоном. Он купил дом на канале Херенграхт в Амстердаме.
Умер 21 февраля 1711 года, через шесть месяцев после своего возвращения.